# ولف لارسن
وُلف لارسِن (انگلیسی: Wolf Larson؛ زادهٔ ۲۲ دسامبر ۱۹۵۹) یک هنرپیشه اهل کانادا است.
او بیستمین بازیگر نقش تارزان در سینماست و هم‌اکنون، یکی از رؤسای «آکادمی بازیگری آمریکا» است.